# Огулин
Огулин (на хърватски: Ogulin) е град в централна Хърватия, Карловацка жупания.

## Общи сведения
Огулин е разположен на кръстопътя на няколко исторически региона – на север и севорозапад от него е Горски котар, на юг и югозапад - адриатическото крайбрежие, на югоизток - Плитвишките езера. Намира се в подножието на планината Клек на височина 323 м над морското равнище. До града е тесният и дълбок каньон на река Добра – Добрин или Дулин понор.

## Население
Населението на общината през 2011 г. е 13915 жители, от които 80,2 % хървати и 17,7 % сърби. Само в рамките на града живеят 8216 души.

## Забележителности
- Каньонът на река Добра
- Замъкът на рода Франкопан, построен около края на XIV в.